# Glen Adam
Glen Adam (22 maggio 1959) è un ex calciatore neozelandese, di ruolo difensore.

## Carriera

### Club
Iniziò la carriera tra le file del Christchurch United, con cui vince il campionato del 1978, per passare nel 1979 al Blockhouse Bay.
Nel 1980 è ingaggiato dal Mount Wellington, club con il quale vince il campionato neozelandese del 1982 e due Chatham Cup nel 1982 e nel 1983.
Nel 1984 passa all'Auckland University per poi tornare nel 1987 al Mount Wellington.

### Nazionale
Vestì la maglia della Nuova Zelanda in sedici occasioni, segnando una rete.
Fece parte della selezione degli All whites che partecipò Mondiali spagnoli del 1982, non scendendo mai in campo.

## Palmarès

### Club

#### Competizioni nazionali
- Campionato neozelandese: 2

Christchurch Utd: 1978
Mount Wellington: 1982
- Chatham Cup: 2

Mount Wellington: 1982, 1983